# Mohd Mamun Miah
Mohd Mamun Miah (sinh ngày 11 tháng 9 năm 1987) là một cầu thủ bóng đá người Bangladesh thi đấu ở vị trí hậu vệ cho Sheikh Russel KC và Đội tuyển bóng đá quốc gia Bangladesh. Anh thi đấu ở vị trí trung vệ.